# Châteauneuf-de-Bordette
Châteauneuf-de-Bordette ist eine Gemeinde mit 101 Einwohnern (Stand 1. Januar 2022) im Süden Frankreichs im Département Drôme in der Region Auvergne-Rhône-Alpes.
Umgeben wird Châteauneuf-de-Bordette von der Gemeinde Aubres im Norden, von Rochebrune im Osten und von Bénivay-Ollon im Westen.

## Bevölkerungsentwicklung
| Jahr                       | 1962 | 1968 | 1975 | 1982 | 1990 | 1999 | 2005 | 2016 |
| Einwohner                  | 64   | 42   | 36   | 66   | 77   | 77   | 98   | 95   |
| Quellen: Cassini und INSEE |      |      |      |      |      |      |      |      |

## Sehenswürdigkeiten

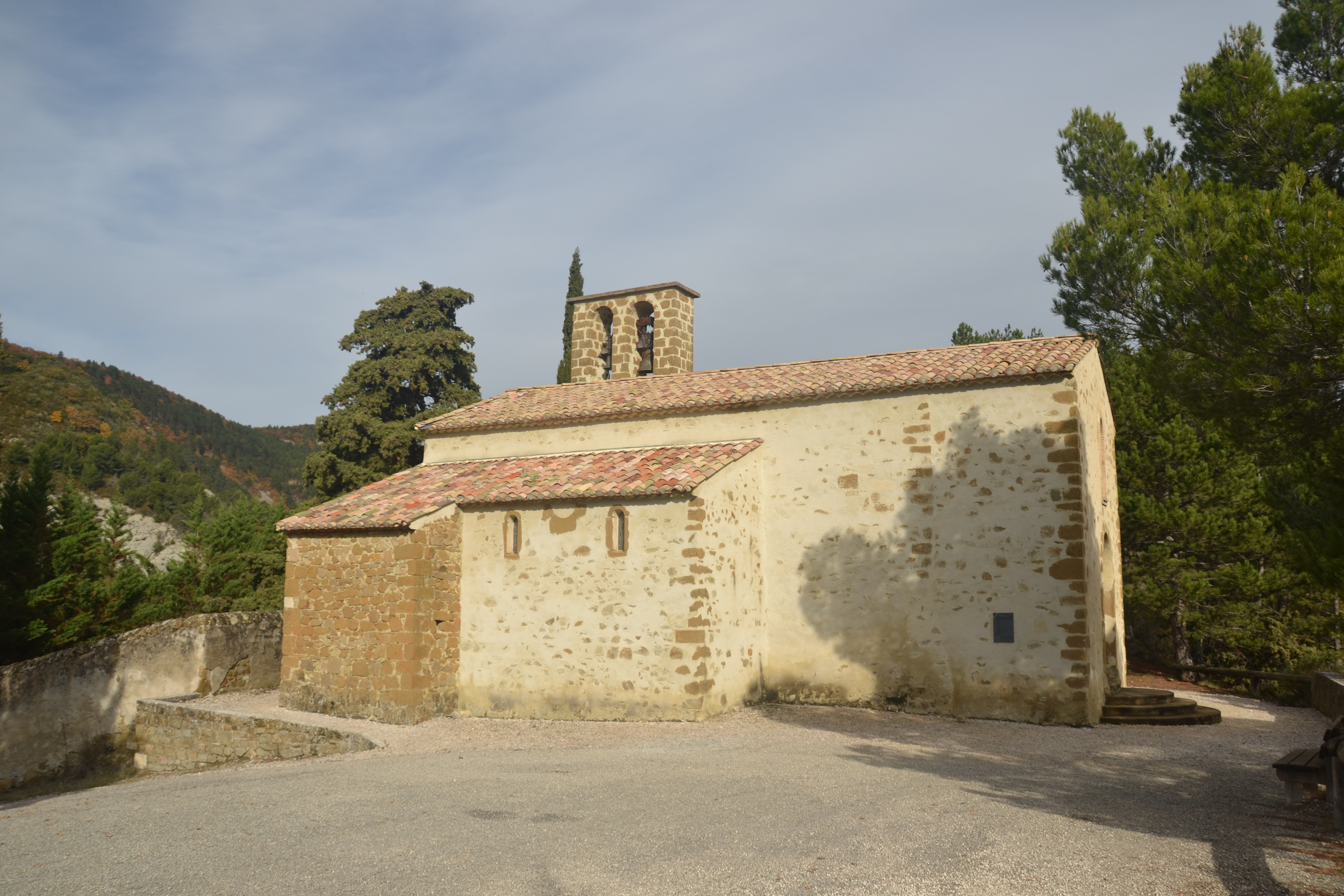
Kirche Saint-Michel

- Kirche Saint-Michel